# Los vikingos
Los vikingos es una película estadounidense de 1958 basada en la novela homónima de Edison Marshall.
La película, dirigida por Richard Fleischer, contó con las actuaciones de Kirk Douglas, Tony Curtis, Janet Leigh y Ernest Borgnine, fue galardonada con el premio Laurel de Oro de 1959 al mejor drama de acción y con el premio Zulueta de 1958 (actual Premio Concha de Plata al mejor actor) al mejor actor (compartido). Es el top 09 de las 100 mejores películas de acción de todos los tiempos por GQ.

## Sinopsis
La trama se ambienta en el siglo IX, época en que los vikingos atacaban frecuentemente el territorio de la actual Inglaterra. La historia se centra en un hijo bastardo del jefe vikingo Ragnar Lodbrok, llamado Eric, a quien se le niega su identidad hasta la edad adulta y rivaliza con Einar, el hijo legítimo y heredero del jefe. En la película se muestran costumbres vikingas de la época y se muestra el ataque a la fortaleza de York del 866, llevada a cabo por el Gran ejército pagano, en el que muere el rey Aelle de Northumbria. Se basa en la saga nórdica Ragnarssona þáttr.

## Reparto
- Orson Welles: Narrador.
- Kirk Douglas: Einar.
- Tony Curtis: Eric.
- Ernest Borgnine: Rey Ragnar Lodbrok.
- Janet Leigh: Princesa Morgana.
- James Donald: Lord Egbert.
- Alexander Knox: Padre Godwin.
- Frank Thring: Rey Ælla de Northumbria.
- Maxine Audley: Enid.
- Eileen Way: Kitala.
- Edric Connor: Sandpiper.
- Dandy Nichols: Bridget.
- Almut Berg: Coletas.
- Per Buchhij: Björn Ragnarsson.

## Producción
Como productor, Kirk Douglas se aproximó a Richard Fleischer para hacer esta película, y éste aceptó una vez que leyó la novela en la que estaba basada, The Viking, de Edison Marshall.
Una vez hecho eso, ambos se pusieron manos a la obra para hacer la obra cinematográfica. Los barcos vikingos que se utilizaron en la película fueron construidos en los astilleros de Bergen, Noruega. Eran auténticas reproducciones de barcos vikingos hundidos que fueron encontrados. Una vez construidas se rodaron los exteriores de la producción cinematográfica en Noruega y Bretaña, mientras que los interiores se hicieron en Múnich y para los extras se reclutaron a noruegos y daneses.
Se rodó en Technicolor. También cabe destacar que durante el rodaje Richard Fleischer tuvo muchos enfrentamientos con Kirk Douglas. Esos problemas se debían al perfeccionismo del actor.

## Recepción
La película tuvo un considerable éxito de taquilla, convirtiéndose en la quinta película más rentable de 1958. En cuanto a la crítica, inicialmente la película fue mal recibida. Sin embargo, en la actualidad la crítica la alaba.